# Červen 2009
1. června
- Atlantik: Let Air France 447 z Rio de Janeiro do Paříže s 228 osob na palubě, z toho 216 cestujících a 12 členů posádky spadl nad Atlantikem.

13. června
- Páteční prezidentské volby v Íránu s rekordní účastí vyhrál podle oficiálních výsledků dosavadní prezident Mahmúd Ahmadínežád s nečekanou převahou 65 % hlasů; hlavní protikandidát, Mír Hosejn Músáví, získal 31 % hlasů.[1] Músáví označil volby za zmanipulované. Od soboty probíhají v Teheránu statitisícové demonstrace; výsledkem je zatím zatčení stovky předáků opozice. Hlasy mají být přepočítány.[2]
- Ve finále play-off NHL porazil Pittsburgh Penguins v rozhodujícím sedmém zápase loňského vítěze Detroit Red Wings a stal se letošním držitelem Stanley Cupu.[3]

14. června
- Izraelský premiér Benjamin Netanjahu během svém projevu na Bar-Ilanově univerzitě připustil vznik Palestinského státu, v případě že palestinští Arabové akceptují řadu izraelských podmínek, mezi něž patří například uznání Izraele, nedělitelnost Jeruzaléma či demilitarizovanost nového státu. Palestinští Arabové plán kritizují, Barack Obama jej příznivě přijal.[4]

16. června
- V ruském Jekatěrinburgu proběhl summit Šanghajské organizace pro spolupráci a následně setkání představitelů tzv. skupiny BRIC – Brazílie, Ruska, Indie a Číny. Zúčastněné země hodlají ekonomickou spoluprací vyvažovat hegemonii amerického dolaru jako světové rezervní měny.[5][6]

19. června
- Na japonském ostrově Kjúšú zemřel ve věku 113 let nejstarší žijící muž planety Tomodži Tanabe.[7]

25. června
- Americký zpěvák Michael Jackson zemřel pravděpodobně na zástavu srdce.[8]
- UNESCO vyškrtlo Labské údolí v Drážďanech ze seznamů Světového dědictví.[9]
- Prasečí chřipka nemusí být tak nebezpečná, jak se mnozí odborníci původně obávali. Světová zdravotnická organizace oznámila, že nový chřipkový virus je stabilní a nemutuje s virem ptačí chřipky a jiných chřipek.[10]
- Již deset lidí zemřelo v důsledku ničivých povodní, které zasáhly zejména oblast Moravy a Slezska. Nejvíce mrtvých záchranáři evidují na Novojičínsku. Zatím poslední obětí je zřejmě bezdomovec, který se podle informací ČT 24 utopil v říčce Grasmanka ve městě Nový Jičín.[11]

26. června
- Organizace Spojených národů pro výchovu, vědu a kulturu na seznam světového kulturního a přírodního dědictví zanesla pohoří Dolomity, severomořské mělčiny mezi nizozemským a německým pobřežím a Frískými ostrovy, kapverdské město Cidade Velha a čínskou horu Wu-Tchaj.[12]

28. června
- Papež Benedikt XVI. oznámil, že byl proveden archeologický průzkum sarkofágu pod papežským oltářem baziliky svatého Pavla za hradbami, při němž byly objeveny ostatky sv. apoštola Pavla[13]
- Kvůli akutnímu nebezpečí protržení hráze Husinecké přehrady museli hasiči a policisté v neděli brzy ráno zahájit evakuaci obyvatel města Husinec a městyse Strunkovic nad Blanicí v jižních Čechách.[14]
- Prezident Hondurasu Manuel Zelaya byl zatčen a převezen do Kostariky příslušníky armády. Důvodem bylo plánované referendum o ústavních změnách, které měly umožnit kandidaturu i po uplynutí jednoho čtyřletého mandátu, který je zakotven v honduraské ústavě. Evropská unie zatčení odsoudila a české předsednictví EU oznámilo, že žádá prezidentovo okamžité propuštění. Politování nad Zelayovým zadržením a jeho vyhnáním z Hondurasu vyjádřil i americký prezident Barack Obama.[15][16][17]
- V Albánii se uskutečnily parlamentní volby. Proběhly bez násilností a incidentů, kterých se obávali mezinárodní pozorovatelé.[18]

29. června
- Newyorský federální soud poslal Bernarda Madoffa za podvod podle Ponziho schématu, při kterém získal 65 miliard dolarů, do vězení na 150 let.[19][20]